# Massacro di Sluck

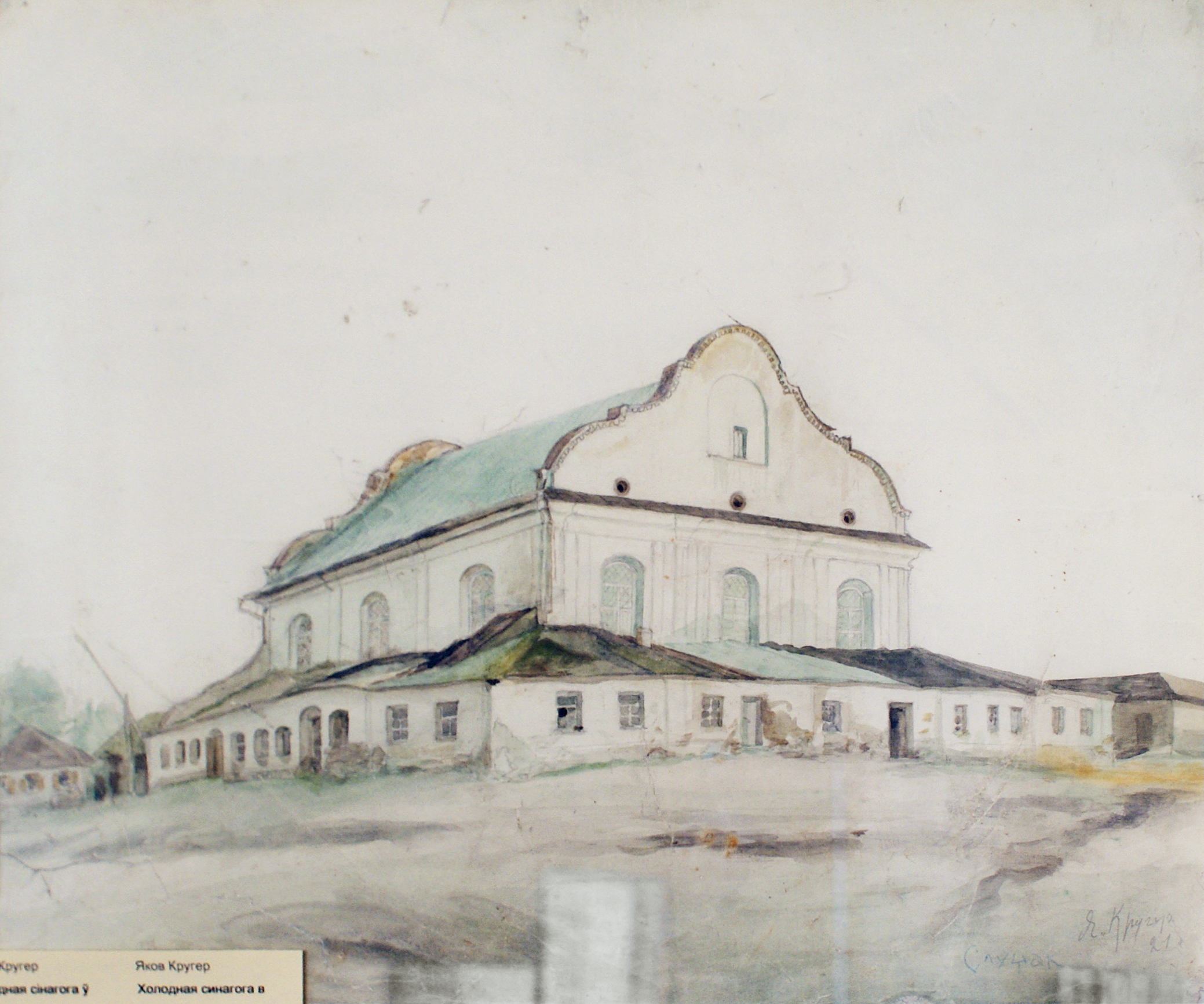
Sinagoga di Sluck

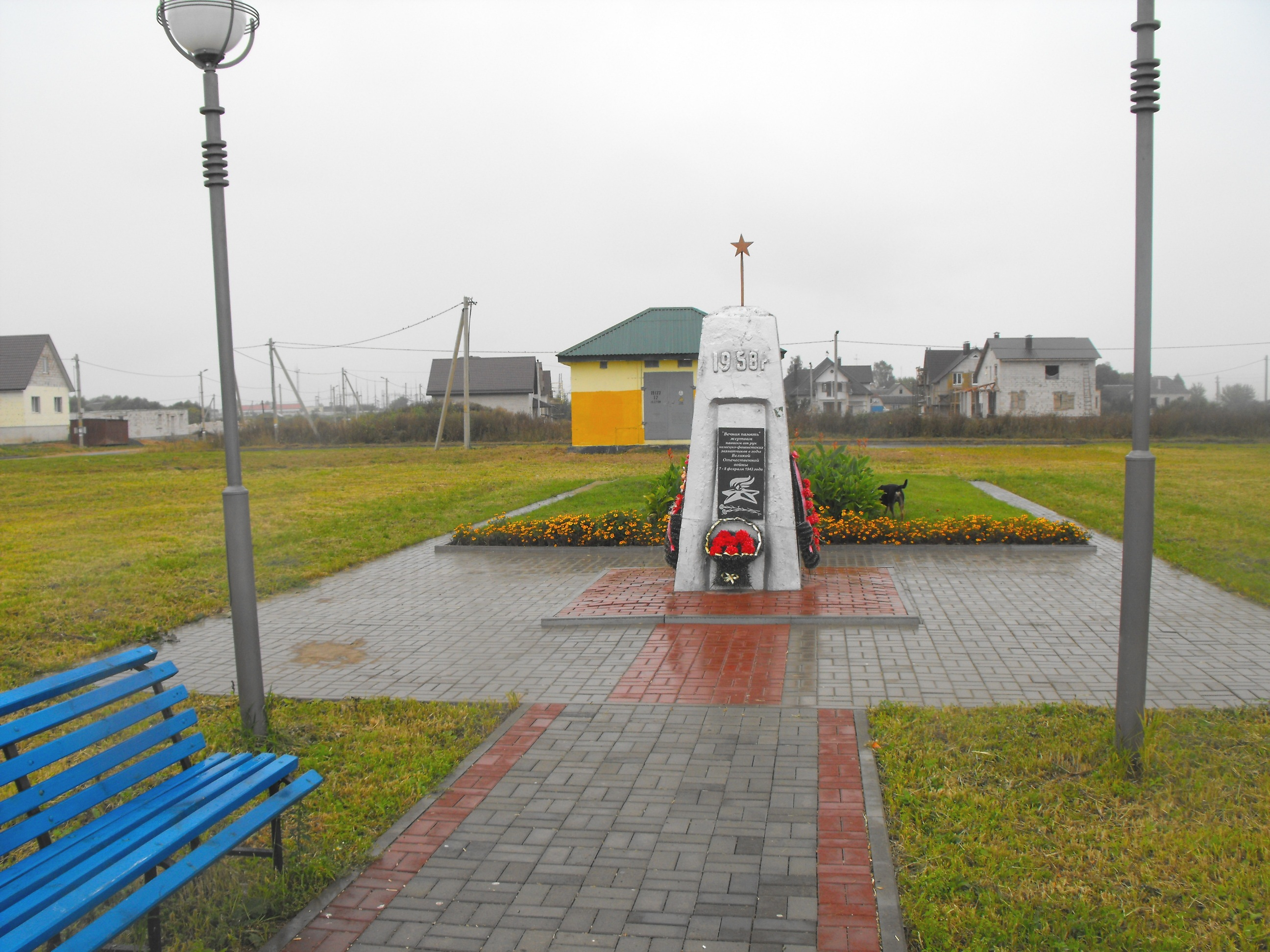
Memoriale per le vittime del febbraio 1943

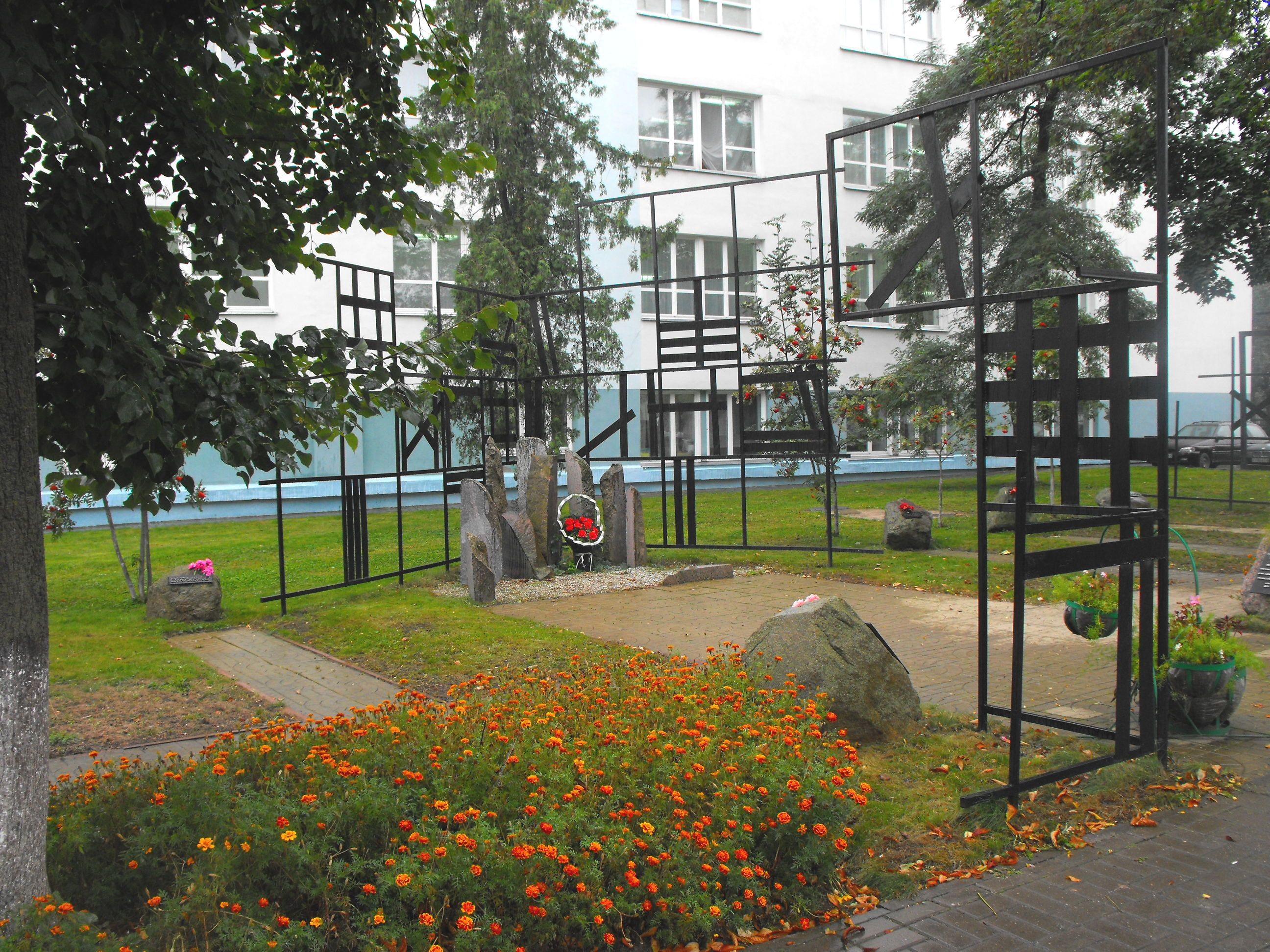
Memoriale per gli ebrei del ghetto di Sluck

Il massacro di Sluck si riferisce al massacro di migliaia di persone, ebrei e non, avvenuto a Sluck nell'ottobre 1941, in Bielorussia all'epoca dei fatti in Unione Sovietica, vicino alla città di Minsk mentre era sotto l'occupazione tedesca durante la seconda guerra mondiale. Gli autori furono una combinazione delle forze speciali della Gestapo e degli alleati lituani del Terzo Reich. Quasi 4000 ebrei furono assassinati in un arco temporale di due giorni insieme a migliaia di non ebrei.

## Storia
La città di Sluck aveva una grande concentrazione di ebrei e un gran numero di bielorussi. Sebbene il governo tedesco avesse precedentemente firmato il patto Molotov-Ribbentrop di non aggressione con l'Unione Sovietica, i nazisti, incoraggiati dal successo nell'Europa occidentale, pianificarono l'operazione Barbarossa e quindi invasero il loro ex alleato il 22 giugno 1941.
Il 27 ottobre 1941, quattro compagnie di polizia di stanza a Kaunas entrarono in città con l'incarico di liquidare la popolazione ebraica della città entro due giorni. Questa cosiddetta "operazione di sicurezza speciale" fu guidata dalle Einsatzgruppen delle SS e agirono senza l'autorizzazione tedesca locale e delle autorità delle SS che avevano schierato vari lavoratori specializzati dalla popolazione.
Gli ebrei furono allontanati dalle loro case e poi uccisi in massa, in una tale frenesia che portò al massacro non solo degli ebrei, ma anche di altre persone della regione. L'amministrazione civile tedesca in Bielorussia si indignò, dopo aver compiuto grandi sforzi per ottenere il favore della popolazione locale secondo le istruzioni del Führer.
Il commissario generale della Bielorussia Wilhelm Kube scrisse in segno di protesta al suo superiore e al SS-Reichsführer Heinrich Himmler:
La lettera concludeva:
Adolf Hitler, a detta di tutti, non fu mai informato dell'incidente e da allora in poi credette erroneamente che i partigiani nazisti tra la popolazione bielorussa avrebbero sostenuto i tedeschi durante l'invasione.